# Браф, Джейден
Джейден Джезаиро Браф (нидерл. Jayden Jezairo Braaf; родился 31 августа 2002, Амстердам) — нидерландский футболист, вингер итальянского клуба «Эллас Верона», выступающий на правах аренды за «Салернитану».

## Клубная карьера
Уроженец Амстердама, Браф выступал за молодёжные команды нидерландских клубов «Фортиус», «Аякс», АФК и ПСВ. Летом 2018 года присоединился к футбольной академии «Манчестер Сити».
1 февраля 2021 года отправился в аренду в итальянский клуб «Удинезе» до конца сезона 2020/21. 28 февраля 2021 года дебютировал за «чёрно-белых» в матче итальянской Серии A против «Фиорентины», выйдя на замену Фернандо Льоренте.
27 мая 2022 года перешёл в немецкий клуб «Боруссия Дортмунд» в качестве свободного агента, подписав трёхлетний контракт.
16 января 2023 года присоединился к итальянскому клубу «Эллас Верона» на правах аренды до конца сезона 2022/23. В июле 2023 года перешёл в итальянский клуб на постоянной основе.

## Карьера в сборной
Выступал за сборные Нидерландов до 15, до 17 и до 18 лет.